# Jančí
Jančí (německy Jantsch) je vesnice, část městysu Březová v okrese Opava. Nachází se asi 3 km na jih od Březové. V roce 2009 zde bylo evidováno 59 adres. V roce 2001 zde trvale žilo 143 obyvatel.
Jančí je také název katastrálního území o rozloze 5,44 km2.

## Název
Vesnice se původně jmenovala Jeneč (v mužském rodě) a její jméno vzniklo odvozením od osobního jména Jěnec, což byla zdrobnělina jména Jan. Význam místního jména byl "Jěnčův majetek". Později bylo jméno vsi upraveno podle jmen jiných osad (jako Vlčí, Liští), -a- v první slabice je nářečního původu.

## Jančí v Historické topografii země Opavské
V. Prasek: Historická topografie země Opavské (Opava, 1889):
„Jančí (JANTSCH) ves jižně od Opavy, blíže Vítkova, má školu a 248 obyvatelů. Té vsi vzpomíná se poprvé r. 1412, kdež náležela pod proboštství Březovské; i přidávil tehda na listinu od probošta Březovského vydanou fojt „de G e n c z” svou pečeť. Při zboží klaštera Třebického zůstala ta osada až asi do r. 1420, kdy připadla k Hradci. Když r. 1533 Vikštejnský pán, Jan Planknar, měl se zástavním pánem Hradeckým, Jiříkem Čertyšem, spory, vyžádal si za svědka ’Jakuba Otrubu z J e n č e’ Když r. 1585 Jeho Milost Císařská a král Rudolf II. královské zboží Hradecké vložil p.Kašparovi Prusovskému, zapsáno mu do desk zemských i ’se vsi J a n č í m’. Viz do r. 1420 Březovou, od r. 1420 do nynějška Hradec. V Jančí bylo okolo r. 1720 17 usedlostí a sice 1 fojt dědičný, 12 sedláků, 2 polosedláci a 3 chalupníci. Kromě jiných platů dávali za odmrt, za hlásky, za předivo, za slepice a za vejce. Dědičný fojt od roboty byl volný a za dovoz vína ze Bzence nebo z Brna platil 10 zl.; co rok byl povinen vrchnosti svézti 30 kop šindela, a nechoval-li psa lovčího, sypal 2 měřice ovsa lovčího. Jména tehdejších osadníků byla: Balhar, Bena, Faykus, Hantka, Hlaváč, Hluchý, Jan, Klásek, Kříž, Kuzník, Pauler, Sommer, Škrovánek, Volf. Jednotlivé trati polní sluly: Sedlisko čili za humny, v mostkách, na mlýniskách, v porubách, za kalubcem, náplatky, nad vsi, v mokřinách, na truslovci, na ’místských’. Dědičné fojtství držel okolo r.1700 David Schenk, pak Kristian Banhayer (+1720); následoval Jan Banhayer (+1764), po něm drželi ten statek téhož jména dva, pak Prokop Beinhauer, jenž +1873, nynější sluje Karel.“